# Агат
Ага́т — минерал, кремнезём, скрытокристаллическая разновидность кварца, SiO2. Представляет собой тонковолокнистый агрегат халцедона со слоистой текстурой и полосчатым распределением окраски. Ювелиры называют агатом также разновидности халцедона без явной слоистости, но с различными включениями, создающими конкретный рисунок: «моховой агат», «звездчатый агат» и другие, однако эти названия являются только торговыми и в научной среде не поддерживаются.

## Название
Знаменитый учёный древности Плиний Старший считал, что название происходит от реки Ахатес (др.-греч. Ἀχάτης) на Сицилии (возможно, современная Караби или Дирилло), другое толкование — от греческого «ἀγαθός» — добрый, хороший, счастливый.

## Происхождение агатов
Происхождение агатов до сих пор окончательно не выяснено. Существуют разные теории происхождения как самих агатовых жеод, так и тонкой полосчатости халцедоновых слоёв в агатах. Предполагается, что агаты медленно формировались в условиях, обеспечивающих протекание периодических процессов, связанных либо с диффузией истинных растворов и их перенасыщением, либо с раскристаллизацией гелей кремнезёма, либо с полимеризацией кремнезёма при образовании халцедона. Зоны агатов могут иметь толщину до 1,5 мкм.

## Физико-химические свойства
Твёрдость 6,5—7. Блеск на изломе тусклый жирный или матовый, у полированной поверхности стеклянный. По химическому составу, как и кварц, это кремнезём, но неоднородной структуры и с большим количеством примесей. Устойчив к кислотам, травится только в HF. Прочный и вязкий. Непрозрачен, просвечивает в краях. В большинстве агатов чередуются слои собственно халцедона и его структурной разновидности — кварцина (лютецина), отличающейся от халцедона направлением удлинения волокон; у халцедона оно перпендикулярно оси «C» (направление удлинения кристаллов кварца), а у кварцина — параллельно ей или с отклонением на 30° (лютецин). Визуально слои кварцина обычно выделяются молочно-белой окраской.
По цвету очень разнообразен, обычно преобладает чередование серо-голубых и белых слоёв. Если с белыми слоями чередуются слои жёлтого, красного, бурого, чёрного или другого цвета, то такая разновидность может иметь собственное название.

## Разновидности
- Агат бастионный (пересечения слоёв и залеченных вторичных трещин образуют рисунок, напоминающий изображения городских пейзажей или бастионов);
- Агат бразильский (с тонкими концентрическими слоями);
- Агат глазковый;
- Агат голубой (сапфириновый);
- Агат чёрный («магический агат»);
- Агат моховой (дендритовый — с древовидными включениями оксидов железа или марганца);
- Агат деревянистый;
- Агат дисковый;
- Агат звездчатый;
- Агат иризирующий.

## Месторождения
Месторождения многочисленны, встречается как в изверженных, так и в осадочных породах.
В России в больших количествах агат известен на Урале (Магнитогорск, Каменск-Уральский), плато Ола (Магаданская обл.), на Чукотке, в Ненецком автономном округе (Тиманский кряж, Канинский кряж), в Московской области (в Приокском районе, — Голутвин и у пос. Старая Ситня). В Крыму агаты в качестве вторичного месторождения распространены по всему бассейну рек Альмы и Бодрак. Коренные месторождения Крыма — верховья реки Альма и вулканическая группа Кара-Даг.
Агаты также встречаются в Ахалцихе (Грузия), Иджеване (Армения), Адрасмане (Таджикистан), Минас-Жерайс (Бразилия). Большие россыпи — в Монголии, Уругвае, Индии (Деканское нагорье), США. Известны также в Германии (Идар-Оберштайн), Украине (Янова Долина, Рафаловка).
- Агат с включениями кальцита, Чехия
- Агат (Таджикистан)
- Агат (Малави)
- Агат (Аргентина)
- Агат (США)

## Применение
С древних времён использовался для изготовления украшений, печатей, сосудов, а также как материал для вырезания изображений. Самое крупное изделие из агата хранится в одном из музеев Вены — это почти плоское блюдо диаметром 75 см, вырезанное из цельного камня.
Ценный поделочный и полудрагоценный камень, широко используется в ювелирном деле и как материал для художественной резьбы.
Применяется в точном приборостроении. Из агата благодаря его прочности и вязкости в соединении с высокой твёрдостью изготовляют ступки и пестики для химико-аналитических работ, призмы для аналитических весов, камни для часов.

## Влияние на здоровье
Из Индии и Китая поступали сообщения о таких респираторных заболеваниях, как силикоз, а также о более высокой заболеваемости туберкулезом среди работников агатовой промышленности.
В древности, когда людям было присуще мифологическое мышление, многие полагали, что агат является камнем здоровья, процветания и долголетия. В наши дни заявления о лечебных свойствах агатов стали предметом многочисленных суеверий, умозрительных спекуляций и коммерческих уловок. При знакомстве с сообщениями о мистических и целебных свойствах агата надо иметь в виду, что они носят шарлатанский характер и не имеют никакого отношения ни к минералогии, ни к медицине.